# Torre Pozzillo
La Torre Pozzillo è una torre di difesa costiera che faceva parte del sistema di Torri costiere della Sicilia, e si trova nella località di "Puzziddu" proprio allo svincolo dell'autostrada per l'Aeroporto Falcone e Borsellino di Punta Raisi in provincia di Palermo ricadendo nel territorio comunale di Cinisi. È proprietà del Demanio di Stato, purtroppo non è visitabile poiché è stata murata.

## Storia ed Architettura
Fu costruita a partire dalla prima metà del 1600, in quanto non risulta rilevata nel 1578 dall'architetto reale Tiburzio Spannocchi nel corso della sua ricognizione. Anche al momento della ricognizione di Camillo Camilliani nel 1584 non risulta essere ancora costruita, nonostante egli avesse riscontrato che nella cala antistante potevano nascondersi: "ci possono stare 25 galere"”.
Nel 1625 la torre non era ancora completata, anche se dai registri della Deputazione del Regno di Sicilia già venivano indicati i relativi guardiani e "torrari".
Sempre dai registri della Deputazione del Regno di Sicilia, nel 1691 si apprende che era stata affidata al Principe di Carini e che la guarnigione era composta da tre uomini in tutto, compreso l'artigliere.
Dal 1714 al 1717 sempre dai detti registri risulta che l'armamento consisteva in: 
1 cannone di bronzo con affusto su ruote;
2 spingarde;
6 archibugi;
1 colubrina di bronzo (detta "masculo o mascolo");
5 alabarde;
28 palle di cannone.
Nel 1811 è citata in quanto la sua guarnigione fu arrestata per viltà di fronte al nemico non essendo intervenuta in soccorso di un naviglio americano attaccata dai pirati.
La torre è citata nel 1823 nella cartografia ufficiale dell'esercito borbonico, ma con il nome di "torre nuova", nel 1867 è ricompresa nell'elenco delle opere militari da dismettersi.

## Descrizione ed aspetto attuale
Attualmente non ha alcun uso e si presenta in discrete condizioni dopo i restauri effettuati a cominciare dal 1970.
In qualche modo riprende lo stile camillianeo, oggi attraverso un varco effettuato a piano terra in corrispondenza di quella che era la cisterna si accede al primo piano composto da tre ambienti rettangolari di cui il più ampio è quello prospiciente la terra di circa 8 metri sul lato maggiore.
La volta è come usuale a botte ed alta circa 5 metri. Sulla parete a destra si trova un camino e sulla parete a sinistra un armadio a muro. Nel muro centrale si trova il pozzetto che permetteva di attingere l'acqua dalla sottostante cisterna. Per raggiungere il tetto esiste una scala in pietra formata da due rampe incassata nel muro esterno di sud est. Il parapetto della terrazza fu ripristinato nel corso dei restauri del secolo scorso.
La torre è di proprietà pubblica (Demanio) ed è fin troppo facilmente visitabile, in quanto il varco di accesso al piano terra è stato forzato più volte.

## Torri in collegamento visivo
Faceva parte del sistema difensivo di avvistamento di naviglio saracene ed era in collegamento visivo con la Torre Alba, con Torre Mulinazzo e con la Torre della Tonnara dell'Ursa ad ovest. E sia con la Torre Muzza e la Torre della Tonnara di Carini, poi ancora con Torre Milioti e con Torre Ciachea di Carini ad est. 
Inoltre in condizioni di assenza di foschia con le due Torre di Isola delle Femmine ad Isola delle Femmine.